# Elizabeth Rees-Williams
Joan Elizabeth Rees-Williams, La Honorable Mrs Aitken (Cardiff, 1 de mayo de 1936-15 de abril de 2022) fue una socialite galesa. Apareció en la serie británica 'Question Time' en 1979, y en los documentales 'Biography' (1987) y '50 Films to See Before You Die' (2006).
Nació en Cardiff, la hija de Alice Alexandra Constance (nacida Wills) y el político David Rees-Williams, I Barón Ogmore.
Tiene tres hijos de su primer matrimonio y tuvo por lo menos ocho hijastros de sus posteriores matrimonios.

## Matrimonios e hijos
Ha estado casada cuatro veces.
Se casó con Richard Harris en 1957, con quien tiene tres hijos (Damian Harris, Jared Harris y Jamie Harris). Se divorciaron en 1969. Sir Rex Harrison fue su segundo esposo desde 1971 a 1975. Tenía dos hijos (Noel Harrison and Carey Harrison) de una relación previa. Rees-Williams se casó con Peter Michael Aitken en 1980 y se divorciaron en 1985. Tenía dos hijos de un matrimonio anterior, (James and Jason Aitken), y es el primo de su actual marido, Jonathan Aitken, con quien se casó el 25 de junio de 2003. Jonathan ya tenía tres hijas y un hijo, (Alexandra Aitken, Victoria Aitken, Petrina Khashoggi, y William Aitken).